# HD 154088
HD 154088 är en ensam stjärna belägen i den södra delen av stjärnbilden Ormbäraren. Den har en skenbar magnitud av ca 6,73 och kräver åtminstone en handkikare för att kunna observeras. Baserat på parallaxmätning inom Hipparcosuppdraget på ca 56,1 mas, beräknas den befinna sig på ett avstånd på ca 58 ljusår (ca 18 parsek) från solen. Den rör sig bort från solen med en heliocentrisk radialhastighet på ca 14 km/s.

## Egenskaper
HD 154088 är en gul till vit stjärna i huvudserien av spektralklass K1 V. Stjärnan är mycket metallrik med en Fe/H på 0,3 dex som är ungefär dubbelt så mycket som solens innehåll av järn, vilket gör att den faller in i den något vaga gruppen av supermetallrika (SMR) stjärnor. Den har en massa som är ungefär en solmassa, en radie som är omkring en solradie och har ca 0,68 gånger solens utstrålning av energi från dess fotosfär vid en effektiv temperatur av ca 5 400 K. Stjärnan har ett uttalat magnetfält och har en magnetisk cykel som liknar solens, även om dess längd inte är begränsad.
En undersökning 2015 har uteslutit att det finns ytterligare följeslagare inom ett beräknat avstånd från 8 till 119 astronomiska enheter.

## Planetsystem
En planet som kretsar kring HD 154088, upptäckt med HARPS-spektrografen, tillkännagavs i september 2011. Med en minsta massa på 6 jordmassor faller följeslagaren inom superjordarnas regim.
| Planet | Massa           | Halv storaxel (AE) | Siderisk omloppstid (d) | Excentricitet | Inklination | Radie |
| ------ | --------------- | ------------------ | ----------------------- | ------------- | ----------- | ----- |
| b      | ≥6,15 ± 0,86 M⊕ | 0,1316 ± 0,0021    | 18,596 ± 0,021          | 0,38 ± 0,15   | -           | -     |